# قرية مامار
قرية مامار (بالأذرية: Məmər، بالإنجليزية: Mamar، بالروسية: Мамар، بالفارسية:مامارک): هي قرية في مقاطعة قبادلي في أذربيجان. تقع على طول نهر فوروتان.

## المواقع التراثية التاريخية
تعد القرية موطنًا لمسجد مامار الذي يعود تاريخه إلى القرن الثامن عشر. تم استخدام المسجد كمخزن خلال الحقبة السوفيتية. بعد 1991، أعيد افتتاح المسجد كمكان للعبادة. بعد احتلال القرية، تم الاستيلاء عليها من قبل القوات الأرمنية. حيث تم استخدام المسجد كزريبة، مما أثار انتقادات من المسؤولين الأذربيجانيين ومنظمة التعاون الإسلامي، التي صرحت بأن "التدمير المتعمد ونهب القطع الأثرية المادية والروحية، وخاصة المسجد المدمر في قرية مامار المحررة مؤخرًا في مقاطعة قبادلي، فضلاً عن اختلاس وتزييف التاريخ، دليل واضح على سياسة العدوان".